# Worcester
Worcester (/'wʊstə/ⓘ) es una ciudad inglesa situada en el condado de Worcestershire, a 40 km al suroeste de Birmingham y 47 al norte de Gloucester. Esta ciudad está bañada por el río Severn (el más largo y caudaloso de Reino Unido) y a sus orillas se asoma su imponente catedral, la cual aparece dibujada en el reverso de los billetes de 20 libras.

## Historia
Los primeros asentamientos en la ciudad datan de la era neolítica y han sido hallados numerosos yacimientos que así lo confirman. Posteriormente, bajo ocupación romana, Worcester, entonces Vertis, se convirtió en un fuerte y en un centro comercial durante casi 300 años. Tras la retirada romana, llegaron los anglosajones y la ciudad fue casi destruida en 1041 y más tarde durante la guerra civil del siglo XII. En 1651 se produjo la batalla de Worcester, en el intento de Carlos II de recuperar el trono de Inglaterra.